# Radim Šimek
Radim Šimek (* 20. září 1992 Mladá Boleslav) je český profesionální hokejový obránce. V současnosti hraje za klub Bílí Tygři Liberec v Extralize ledního hokeje.

## Ocenění a úspěchy
- 2015 ČHL - Nejlepší střelec mezi obránci
- 2016 ČHL - Nejlepší hráč v pobytu na ledě (+/-)
- 2016 ČHL - Cena Václava Paciny
- 2017 ČHL - Nejlepší střelec mezi obránci

## Prvenství
- Debut v NHL - 2. prosince 2018 (Montreal Canadiens proti San Jose Sharks)
- První asistence v NHL - 5. prosince 2018 (San Jose Sharks proti Carolina Hurricanes)
- První gól v NHL - 10. prosince 2018 (San Jose Sharks proti New Jersey Devils, brankáři Keith Kinkaid)

## Klubové statistiky
| Sezóna       | Klub                   | Soutěž       |     | Základní část | Základní část | Základní část | Základní část | Základní část |   | Play off | Play off | Play off | Play off | Play off |
| Sezóna       | Klub                   | Soutěž       | Z   | G             | A             | B             | TM            | Z             | G | A        | B        | TM       |          |          |
| 2007/08      | HC Benátky nad Jizerou | 1.ČHL-18     | 29  | 0             | 4             | 4             | 26            | —             | — | —        | —        | —        |          |          |
| 2008/09      | HC Benátky nad Jizerou | 1.ČHL-18     | 30  | 0             | 13            | 13            | 72            | 4             | 0 | 1        | 1        | 2        |          |          |
| 2008/09      | HC Benátky nad Jizerou | 1.ČHL-20     | 2   | 0             | 1             | 1             | 0             | —             | — | —        | —        | —        |          |          |
| 2009/10      | HC Benátky nad Jizerou | 1.ČHL-18     | 5   | 0             | 2             | 2             | 0             | —             | — | —        | —        | —        |          |          |
| 2009/10      | Bílí Tygři Liberec     | ČHL-20       | 3   | 1             | 0             | 1             | 2             | —             | — | —        | —        | —        |          |          |
| 2009/10      | Bílí Tygři Liberec     | ČHL-18       | 10  | 1             | 2             | 3             | 6             | —             | — | —        | —        | —        |          |          |
| 2009/10      | Bílí Tygři Liberec     | ČHL-20       | 19  | 4             | 4             | 8             | 8             | —             | — | —        | —        | —        |          |          |
| 2010/11      | Bílí Tygři Liberec     | ČHL-20       | 36  | 1             | 9             | 10            | 16            | —             | — | —        | —        | —        |          |          |
| 2011/12      | Bílí Tygři Liberec     | ČHL-20       | 32  | 6             | 4             | 10            | 14            | —             | — | —        | —        | —        |          |          |
| 2011/12      | HC Benátky nad Jizerou | 1.ČHL        | 9   | 0             | 0             | 0             | 8             | —             | — | —        | —        | —        |          |          |
| 2012/13      | Bílí Tygři Liberec     | ČHL          | 7   | 0             | 0             | 0             | 2             | 6             | 0 | 0        | 0        | 4        |          |          |
| 2012/13      | HC Benátky nad Jizerou | 1.ČHL        | 37  | 0             | 5             | 5             | 41            | —             | — | —        | —        | —        |          |          |
| 2013/14      | Bílí Tygři Liberec     | ČHL          | 24  | 0             | 0             | 0             | 4             | —             | — | —        | —        | —        |          |          |
| 2013/14      | HC Benátky nad Jizerou | 1.ČHL        | 19  | 1             | 1             | 2             | 20            | 2             | 0 | 0        | 0        | 0        |          |          |
| 2014/15      | Bílí Tygři Liberec     | ČHL          | 47  | 10            | 13            | 23            | 24            | 4             | 2 | 3        | 5        | 4        |          |          |
| 2014/15      | HC Benátky nad Jizerou | 1.ČHL        | 2   | 1             | 0             | 1             | 0             | —             | — | —        | —        | —        |          |          |
| 2015/16      | Bílí Tygři Liberec     | ČHL          | 51  | 9             | 12            | 21            | 28            | 14            | 3 | 7        | 10       | 8        |          |          |
| 2016/17      | Bílí Tygři Liberec     | ČHL          | 42  | 11            | 13            | 24            | 30            | 16            | 2 | 6        | 8        | 6        |          |          |
| 2017/18      | San Jose Barracuda     | AHL          | 67  | 7             | 20            | 27            | 20            | 4             | 0 | 0        | 0        | 0        |          |          |
| 2018/19      | San Jose Sharks        | NHL          | 41  | 1             | 8             | 9             | 8             | —             | — | —        | —        | —        |          |          |
| 2019/20      | San Jose Sharks        | NHL          | 48  | 2             | 7             | 9             | 14            | —             | — | —        | —        | —        |          |          |
| 2019/20      | San Jose Barracuda     | AHL          | 2   | 0             | 2             | 2             | 0             | —             | — | —        | —        | —        |          |          |
| 2020/21      | San Jose Sharks        | NHL          | 40  | 2             | 4             | 6             | 15            | —             | — | —        | —        | —        |          |          |
| 2021/22      | San Jose Sharks        | NHL          | 36  | 1             | 1             | 2             | 8             | —             | — | —        | —        | —        |          |          |
| 2022/23      | San Jose Sharks        | NHL          | 44  | 1             | 2             | 3             | 39            | —             | — | —        | —        | —        |          |          |
| 2023/24      | San Jose Barracuda     | AHL          | 40  | 4             | 12            | 16            | 29            | —             | — | —        | —        | —        |          |          |
| 2023/24      | Grand Rapids Griffins  | AHL          | 9   | 0             | 1             | 1             | 0             | 7             | 0 | 1        | 1        | 4        |          |          |
| 2024/25      | Bílí Tygři Liberec     | ČHL          | 34  | 8             | 14            | 22            | 33            | 5             | 0 | 0        | 0        | 10       |          |          |
| Celkem v NHL | Celkem v NHL           | Celkem v NHL | 209 | 7             | 22            | 29            | 74            | —             | — | —        | —        | —        |          |          |
| Celkem v ČHL | Celkem v ČHL           | Celkem v ČHL | 205 | 38            | 52            | 90            | 121           | 45            | 7 | 16       | 23       | 32       |          |          |

## Reprezentace
| Rok                       | Tým                       | Soutěž                    | Z  | G | A | B | TM |
| ------------------------- | ------------------------- | ------------------------- | -- | - | - | - | -- |
| 2016                      | Česko                     | MS                        | 8  | 1 | 0 | 1 | 4  |
| 2017                      | Česko                     | MS                        | 8  | 1 | 1 | 2 | 0  |
| 2022                      | Česko                     | MS                        | 9  | 0 | 2 | 2 | 2  |
| Seniorská kariéra celkově | Seniorská kariéra celkově | Seniorská kariéra celkově | 25 | 2 | 3 | 5 | 6  |